# Parafia św. Stanisława w Ożarowie
Parafia pw. św. Stanisława w Ożarowie - parafia rzymskokatolicka znajdująca się w diecezji sandomierskiej w dekanacie Ożarów. Została erygowana w XIV wieku. Obecny kościół został wybudowany ww latach 1887–1900 z kamienia janikowskiego w kształcie krzyża z dwoma wieżami, poświęcony w czerwcu 1929. Mieści się przy ulicy Sandomierskiej.